# Liste de plats à base de pois chiches

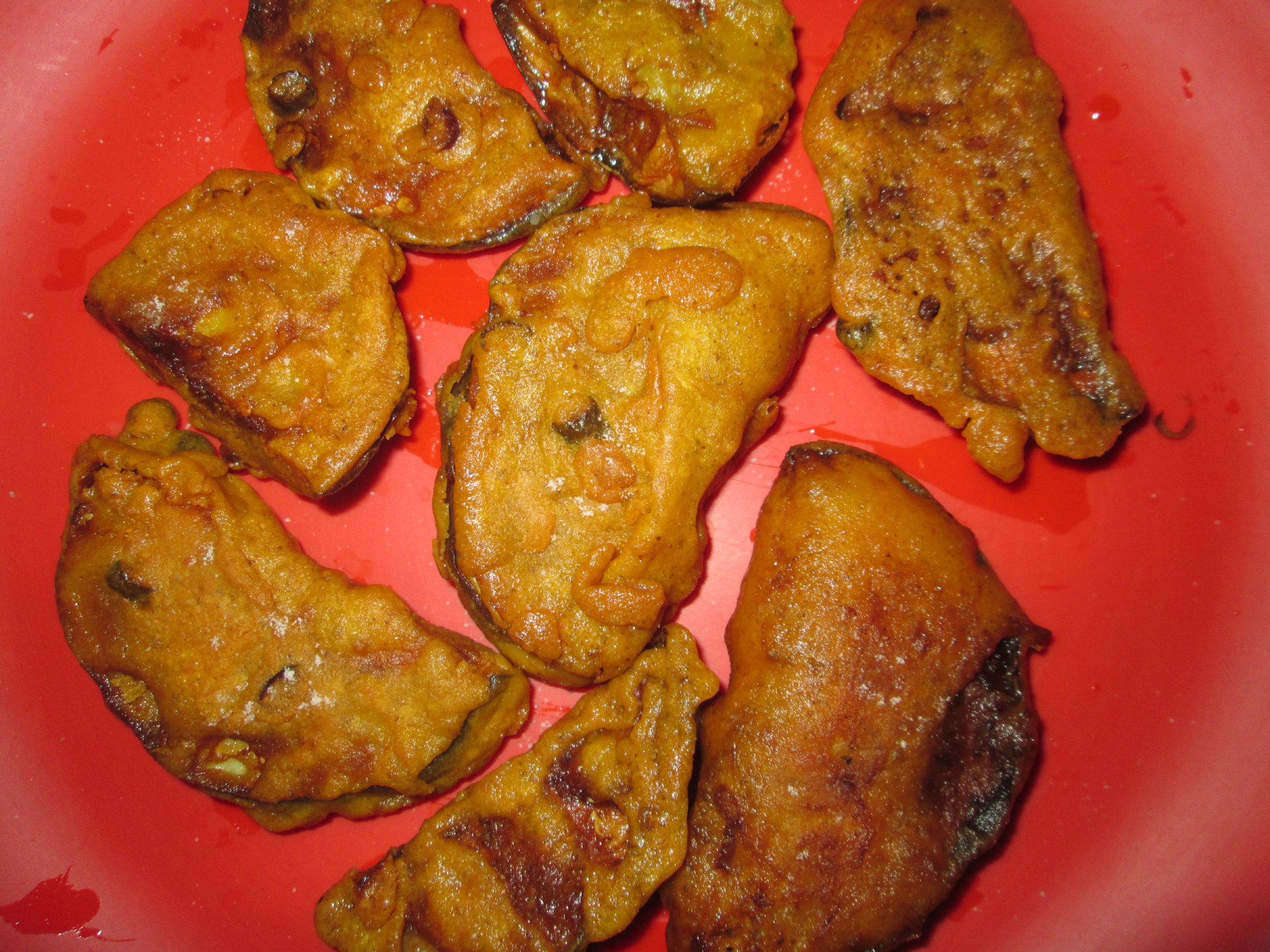
Beguni.

Le pois chiche, tel quel ou réduit en farine, sert de base à un grand nombre de préparations culinaires, en particulier dans le bassin méditerranéen, au Moyen-Orient et dans le sous-continent indien. 

## Liste
- Abgoosht (en) (Iran, Irak)
- Aquafaba (substitut du blanc d'œuf)
- Beguni (Inde, Bangladesh)
- Bhajji (Inde)
- Bikaneri bhujia (en) (Inde)
- Bonda (Inde)
- Boondi (Inde)
- Cade (France)
- Caldo tlalpeño (en) (Mexique)
- Calentica (Algérie)
- Couscous (Maghreb)
- Chakhchoukha (Algérie)
- Chana masala (Inde, Pakistan)
- Chichi frégi (France)
- Ciceri e tria (en) (Italie)
- Cocido lebaniego (Espagne)
- Dhokla (Inde)
- Dobara (Algérie)
- Dosa (Inde)
- Falafel (Moyen-Orient)
- Farinata (Italie)
- Ganthiya (en) (Inde)
- Guasanas (en) (Mexique)
- Houmous (Moyen-Orient)
- Kadhi (Inde)
- Keledoş (en) (Turquie)
- Khaman (en) (Inde)
- Lablabi (Tunisie)
- Laddu (sous-continent indien)
- Lagane e cicciari (en) (Italie)
- Leblebi (Maghreb, Iran, Turquie)
- Leblebi şekeri ou noghl (en) (Turquie, Iran, Afghanistan)
- Msabbaha (en) (Proche-Orient)
- Minestra di ceci (en) (Italie)
- Moghrabié (Levant)
- Murukku (Inde)
- Mysore pak (Inde)
- Pain de pois chiche (Turquie, Albanie)
- Pakora (sous-continent indien)
- Panisse (France)
- Papadum (sous-continent indien)
- Patrode (en) (Inde)
- Puchero (Espagne, Amérique hispanophone, Philippines)
- Revithia (Grèce)
- Sev (en) (Inde)
- Shiro (Éthiopie)
- Socca (France, Italie)
- Soan papdi (Inde)
- Tofu birman (en) (Myanmar)
- Topik (en) (Arménie)